# Меллеруд
Меллеруд (швед. Mellerud) — містечко (tätort, міське поселення) у центральній Швеції в лені Вестра-Йоталанд. Адміністративний центр комуни Меллеруд.

## Географія
Містечко знаходиться у північно-західній частині лена Вестра-Йоталанд за 423 км на захід від Стокгольма.

## Історія
У 1908 році Меллеруд отримав статус чепінга.

## Герб міста
Герб було розроблено для торговельного містечка (чепінга) Меллеруд. Отримав королівське затвердження 1963 року.
Сюжет герба: щит розтятий двічі, у середньому синьому срібна квітка конвалії, обабіч у срібних полях — по синій сокирі лезами у протилежні боки.
Зображення Святого Олафа з сокирою походить з печатки XVII століття гераду (територіальної сотні) Нордаль. Сокира є атрибутом Святого Олафа — покровителя місцевої церкви. Квітка конвалії символізує родину Стаке, яка сприяла розвитку містечка.
Після адміністративно-територіальної реформи, проведеної в Швеції на початку 1970-х років, муніципальні герби стали використовуватися лишень комунами. Цей герб був 1971 року перебраний для нової комуни Меллеруд.

## Населення
Населення становить 3 936 мешканців (2018).

## Спорт
У поселенні базуються футбольні клуби Меллерудс ІФ і «Осебру» ІФ, флорбольний Меллеруд ІБК та інші спортивні організації.

## Галерея

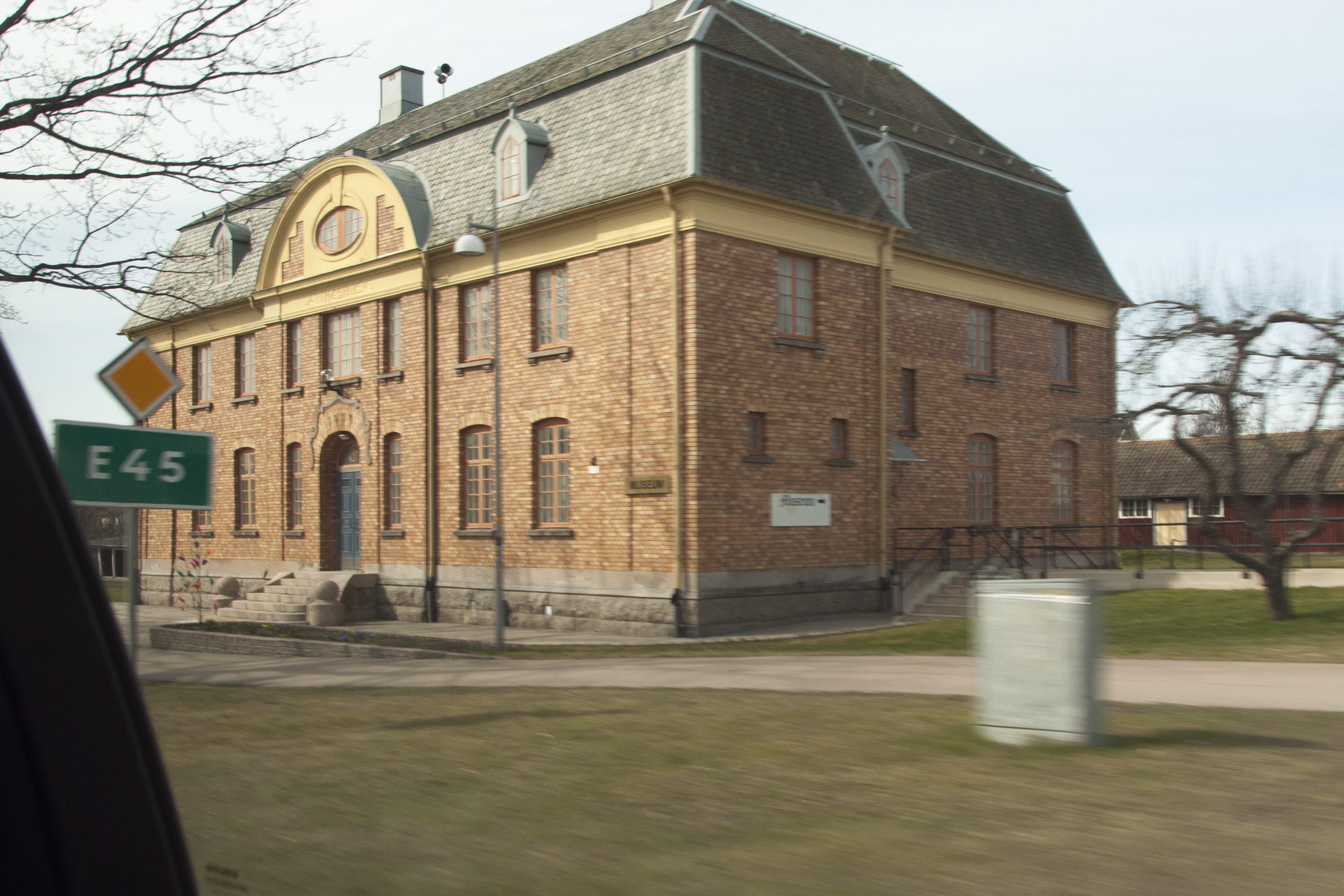
Будинок суду
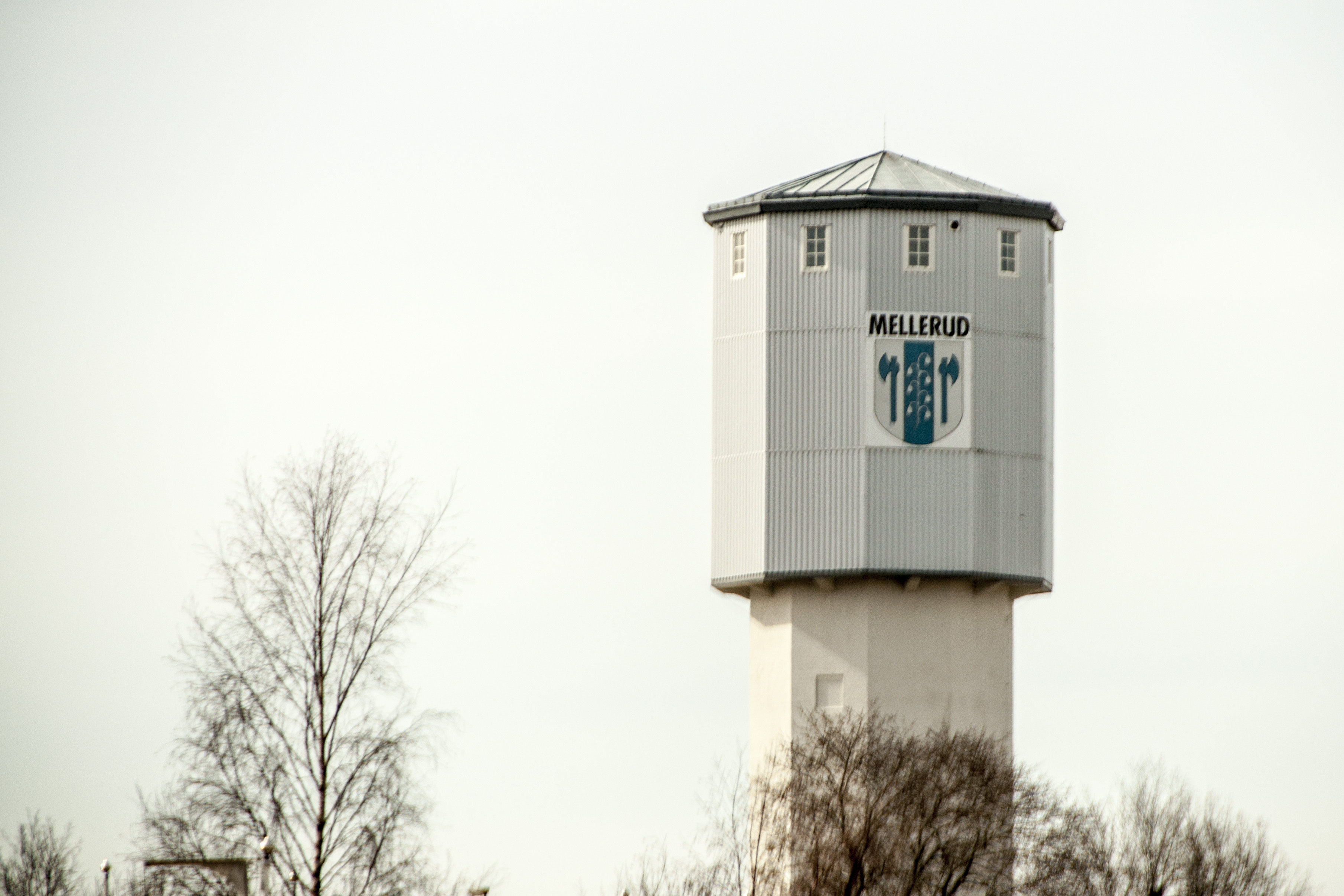
Водонапірна вежа
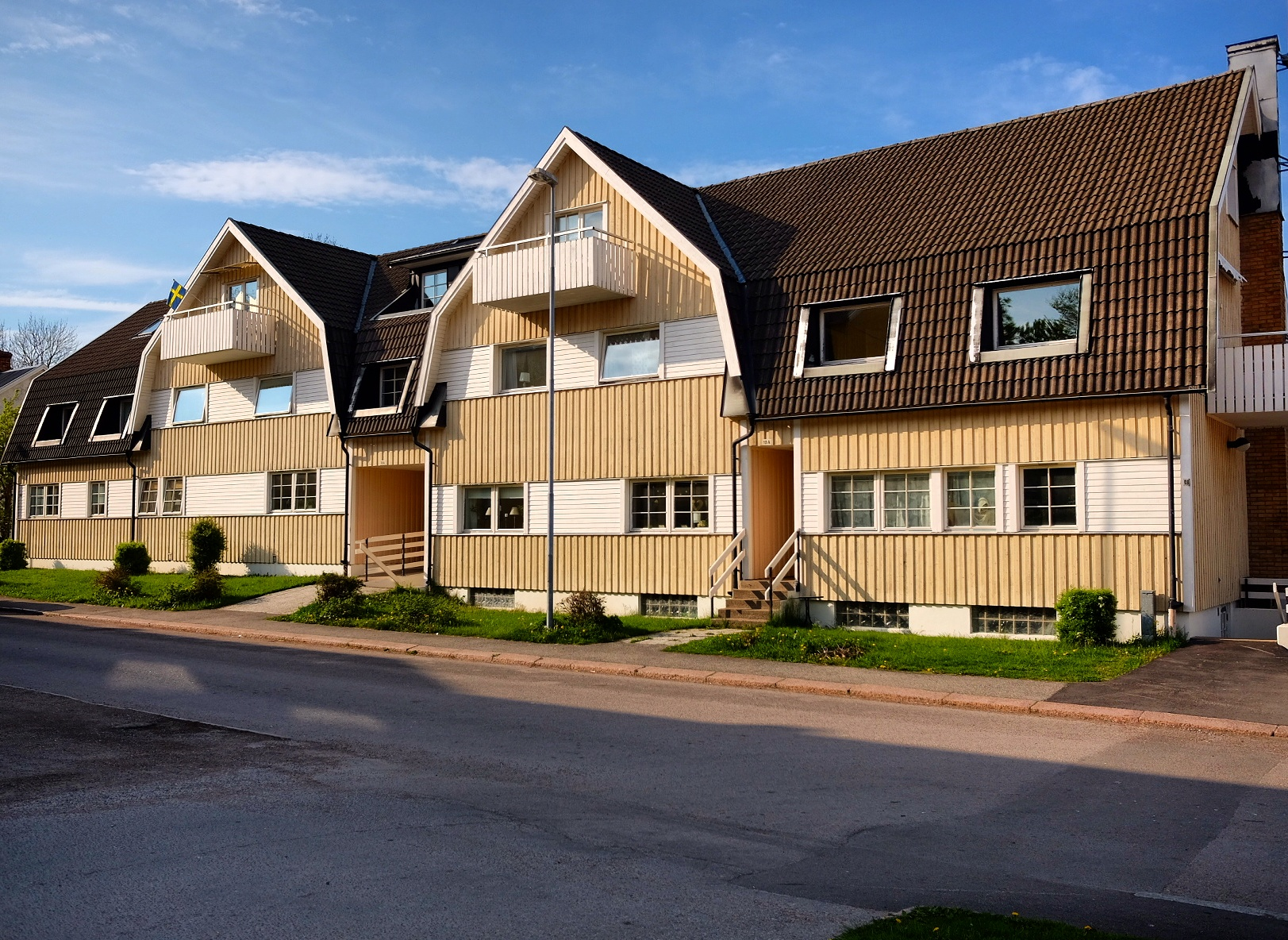
Вулиця Бекегатан

## Покликання
- Сайт комуни Меллеруд [Архівовано 18 квітня 2022 у Wayback Machine.]